# Ulft

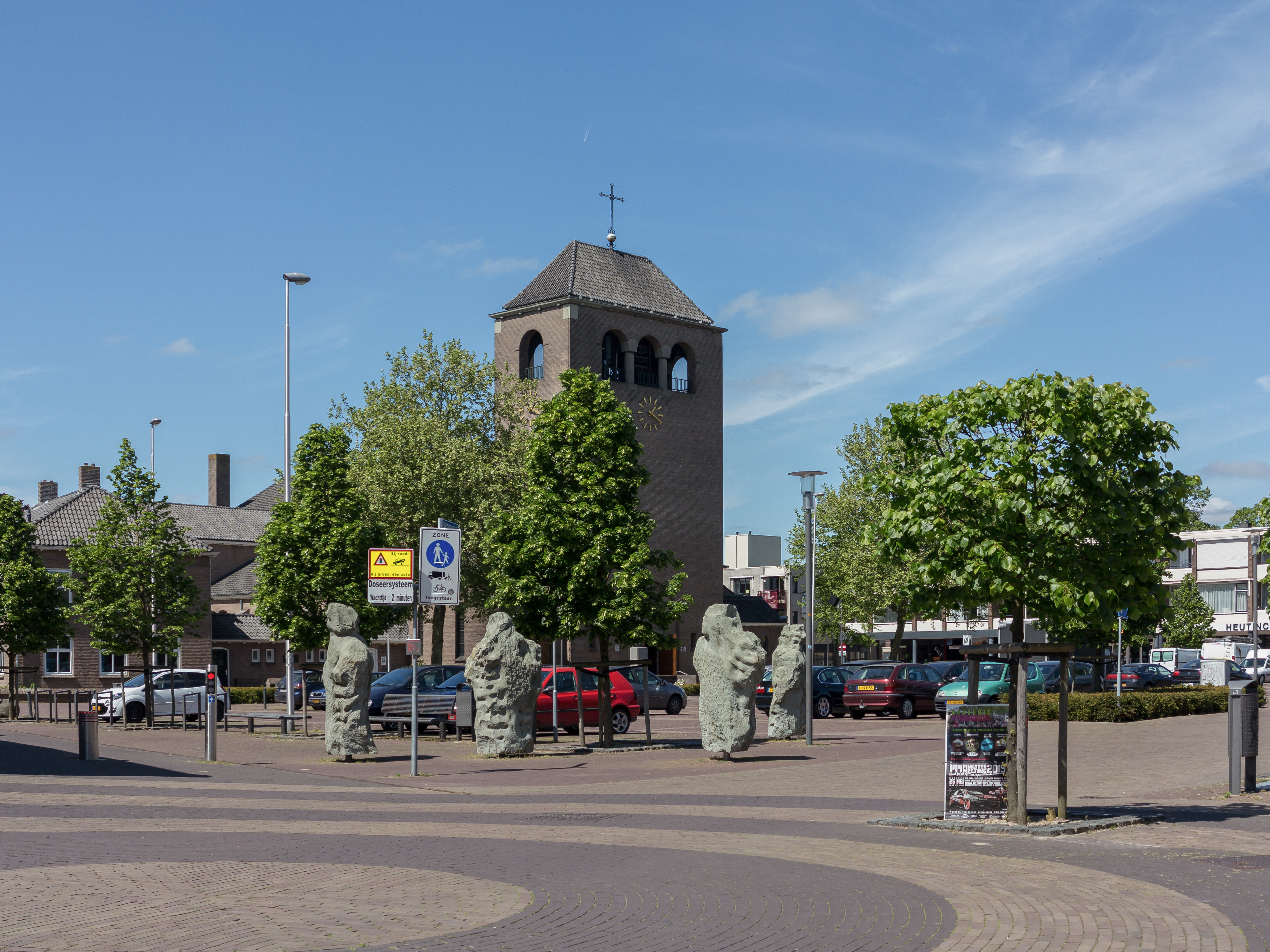
L'église (Sint Petrus en Pauluskerk)

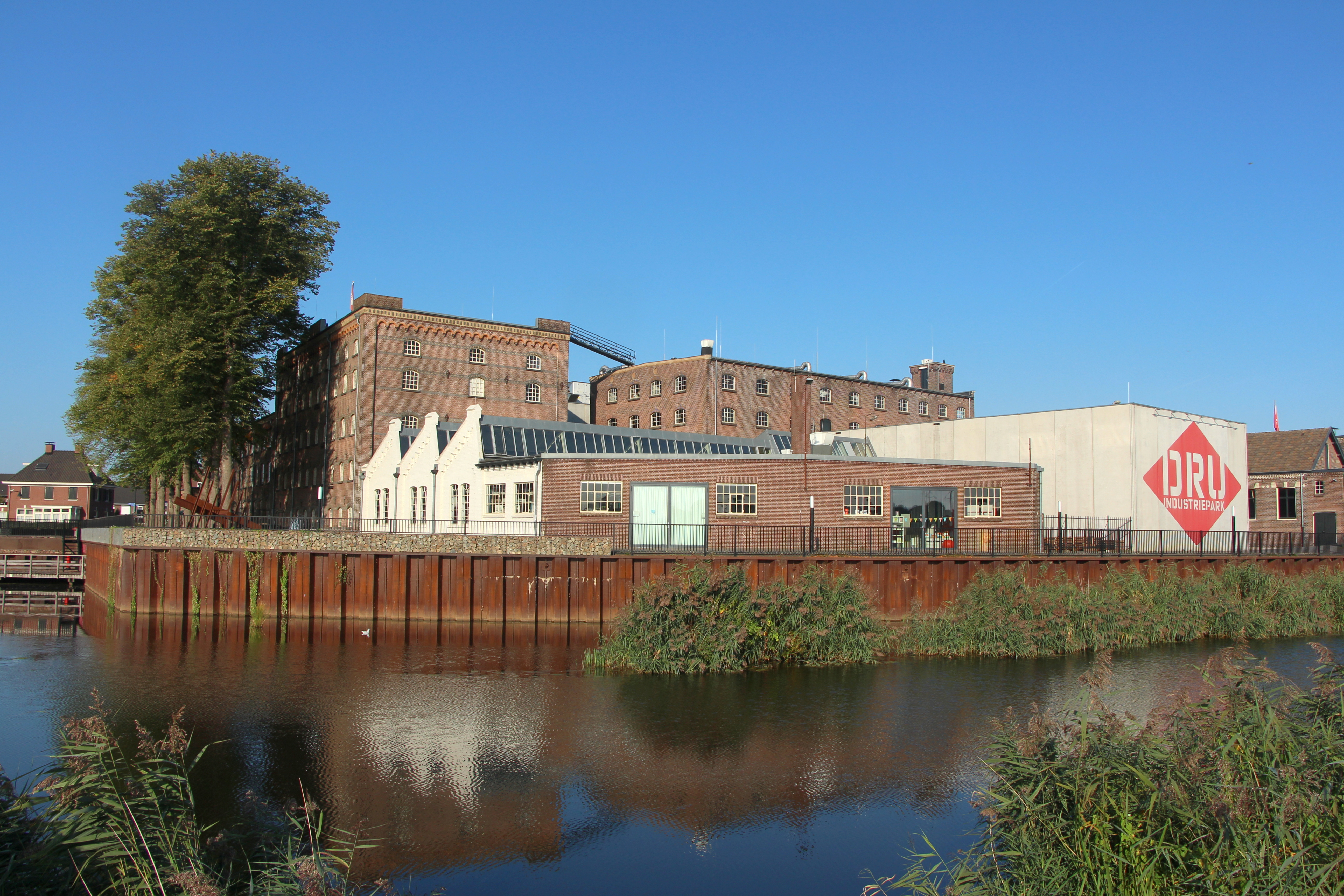
DRU Industriepark, centre culturel

Ulft est un village situé dans la commune néerlandaise d'Oude IJsselstreek, dans la province de Gueldre. En 2009, le village comptait 10 700 habitants.

## Histoire
L'histoire d'Ulft commence en 1236 avec un château: le Slot Ulft disparu depuis longtemps. Le château entouré de douves était situé au confluent de l'Oude IJssel et de la AA. Le château avait un moulin à eau, qui était utilisé comme moulin à farine. Ulft a commencé à se développer en tant que village à la fin du XVIe siècle. À partir de 1850, Ulft s'est développé assez rapidement, surtout après 1947.
La présence de l'Oude IJssel et du filon de fer ont été importants pour le développement d'Ulft et de Gendringen. Le minerai de fer était abondant et facile à extraire. Les filons primaires sous les terres agricoles étaient très dommageable à l'agriculture et c'était donc un problème pour les agriculteurs. En 1753, le plan a été lancé pour démarrer un «moulin à fer» ou une fonderie de fer basique sur le site où le moulin à eau s'élevait. En conséquence, l'exploitation du minerai a rapporté et les agriculteurs ont été libérés de leur problème de ressources. La production de fer et de quincaillerie étaient familier dans cette localité bien avant que la révolution industrielle ne pénètre aux Pays-Bas.
En 1885, Bellaard, Becking en Bongers ont ouvert une deuxième fonderie à Ulft. Celle-ci était communément appelée "la nouvelle cabane" (nieuw hut). Après la découverte de la poche de gaz naturel à Slochteren, cette société a produit des brûleurs à gaz pour chauffer des habitations à grande échelle. Le brûleur Bocal était un nom familier dans l'industrie du chauffage et auprès des consommateurs. Le chauffage central est apparu à la fin des années 1960 et la société a fait faillite en 1970 car elle ne s'est pas renouvelée assez vite.
Les fonderies de fer ont attiré d'autres entreprises, notamment dans l'industrie métallurgique.